# 黑尾雙線䲁
黑尾雙線䲁（學名：Enneapterygius nigricauda），又稱暗尾雙線䲁，為輻鰭魚綱䲁形目三鰭䲁科的其中一種，分布於太平洋區包括日本、台灣、菲律賓、密克羅尼西亞、馬紹爾群島、萬那杜、關島、吉里巴斯、東加、大溪地等海域，深度0至11公尺，本魚體型小呈圓柱形，眼眶上具短觸鬚，頭部、胸部、與胸鰭基部無鱗，雄魚紅色，帶有深紅色，有雙紅條紋，黑色「面具」覆蓋頭部、胸部和胸鰭基部的前部和下三分之二，尾鰭基部有窄白條紋，尾鰭基部的三分之二至四分之三為黑色；雌魚呈半透明的綠灰色，背部、兩側中間和臀鰭基部上方有不明顯的紅色斑點，背鰭3個，背鰭硬棘14-17枚、背鰭軟條7-10枚、臀鰭硬棘1枚、臀鰭軟條16-19枚，體長可達2.9公分，棲息在珊瑚礁、潟湖，以藻類為食，雌魚產附著性卵在藻類築的巢，雄魚會守護卵，幼魚為浮游性，生活習性不明。

## 扩展阅读
維基物種上的相關：黑尾雙線䲁
1. ↑  Williams, J.; Holleman, W. . The IUCN Red List of Threatened Species. 2014, 2014: e.T179062A1565159  [20 November 2021]. doi:10.2305/IUCN.UK.2014-3.RLTS.T179062A1565159.en .